# Comté de Miaoli
Le comté de Miaoli (苗栗) est un comté de République de Chine (Taïwan). Sa capitale est la ville Miaoli.

## Géographie

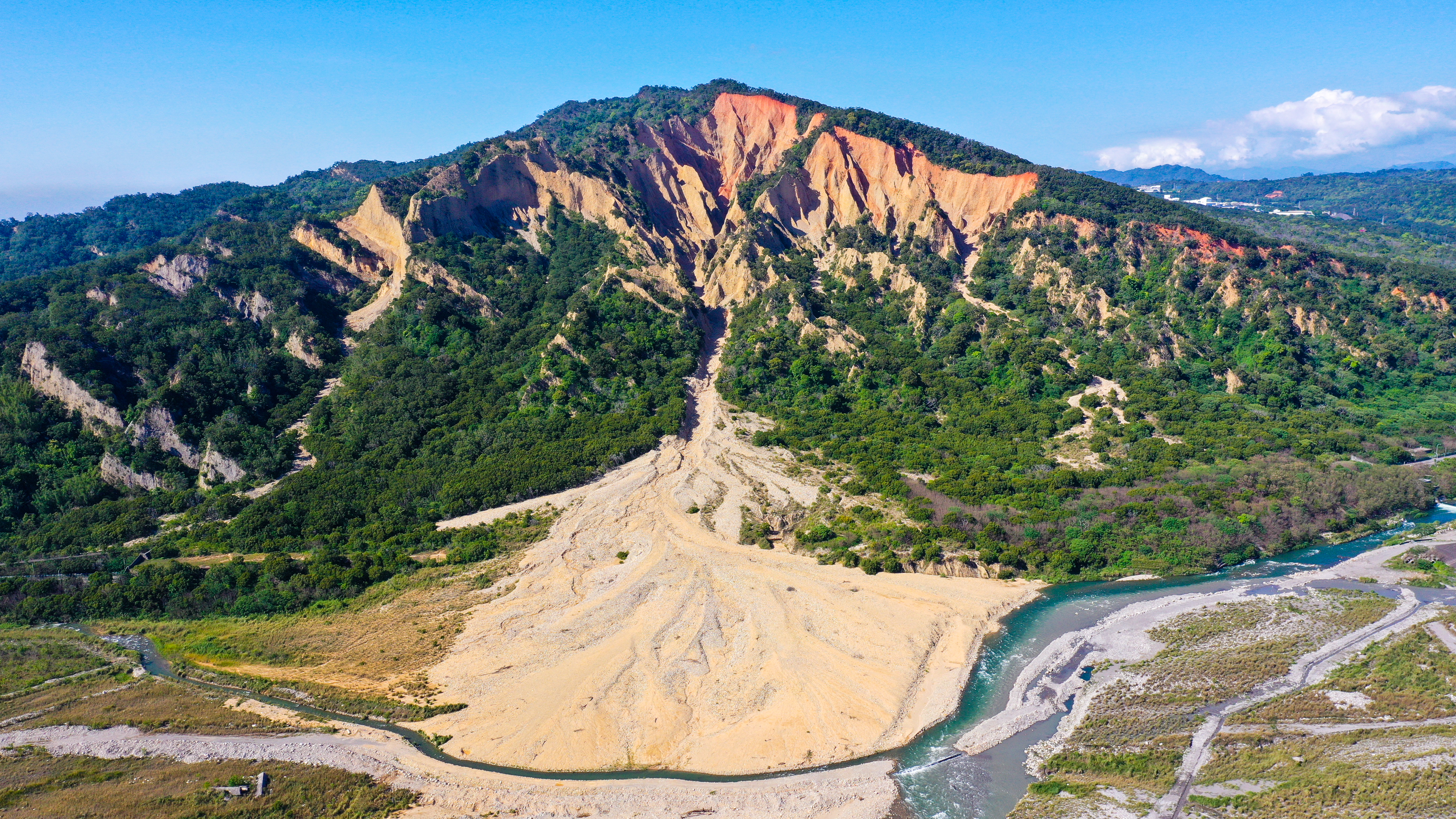
La montagne Houyan, dans le comté Miaoli. Avril 2022.

### Situation
Le comté de Miaoli est un comté situé dans la partie Nord-Ouest de l'île de Taïwan. Il s'étend sur 1 820,314 9 km2, le long de la côte ouest de l'île, face au détroit de Taïwan, au sud-ouest de Taipei, capitale du pays.

### Démographie
Au 1er janvier 2017, le comté de Miaoli rassemblait 559 189 habitants (307 hab./km2) dont 48,4 % de femmes.

## Subdivisions administratives
Le comté comporte une ville, six communes urbaines et onze communes rurales.

### Ville
1. Miaoli (苗栗市)

### Communes urbaines
1. Houlong (後龍鎮)
2. Tongxiao (通霄鎮)
3. Toufen (頭份鎮)
4. Yuanli (苑裡鎮)
5. Zhunan (竹南鎮)
6. Zhuolan (卓蘭鎮)

### Communes rurales
1. Dahu (大湖鄉)
2. Gongguan (公館鄉)
3. Nanzhuang (南庄鄉)
4. Sanwan (三灣鄉)
5. Sanyi (三義鄉)
6. Shitan (獅潭鄉)
7. Tai'an (泰安鄉)
8. Tongluo (銅鑼鄉)
9. Touwu (頭屋鄉)
10. Xihu (西湖鄉)
11. Zaoqiao (造橋鄉)